# Seux
Pour les articles homonymes, voir Seux (homonymie).
Seux est une commune française située dans le département de la Somme, en région Hauts-de-France.

## Géographie

### Localisation
Seux est un village picard de l'Amiénois.
À vol d'oiseau, la localité est située à 9 km au sud-ouest d'Ailly-sur-Somme, 14 km au sud-ouest d'Amiens, 32 km au sud-est d'Abbeville et à 48 km au nord de Beauvais.
Le territoire de la commune est limitrophe de ceux de cinq communes.
Les communes limitrophes sont Bovelles, Briquemesnil-Floxicourt, Fluy, Pissy et Saisseval.

### Hydrographie
La commune est située dans le bassin Artois-Picardie. Elle n'est drainée par aucun cours d'eau.

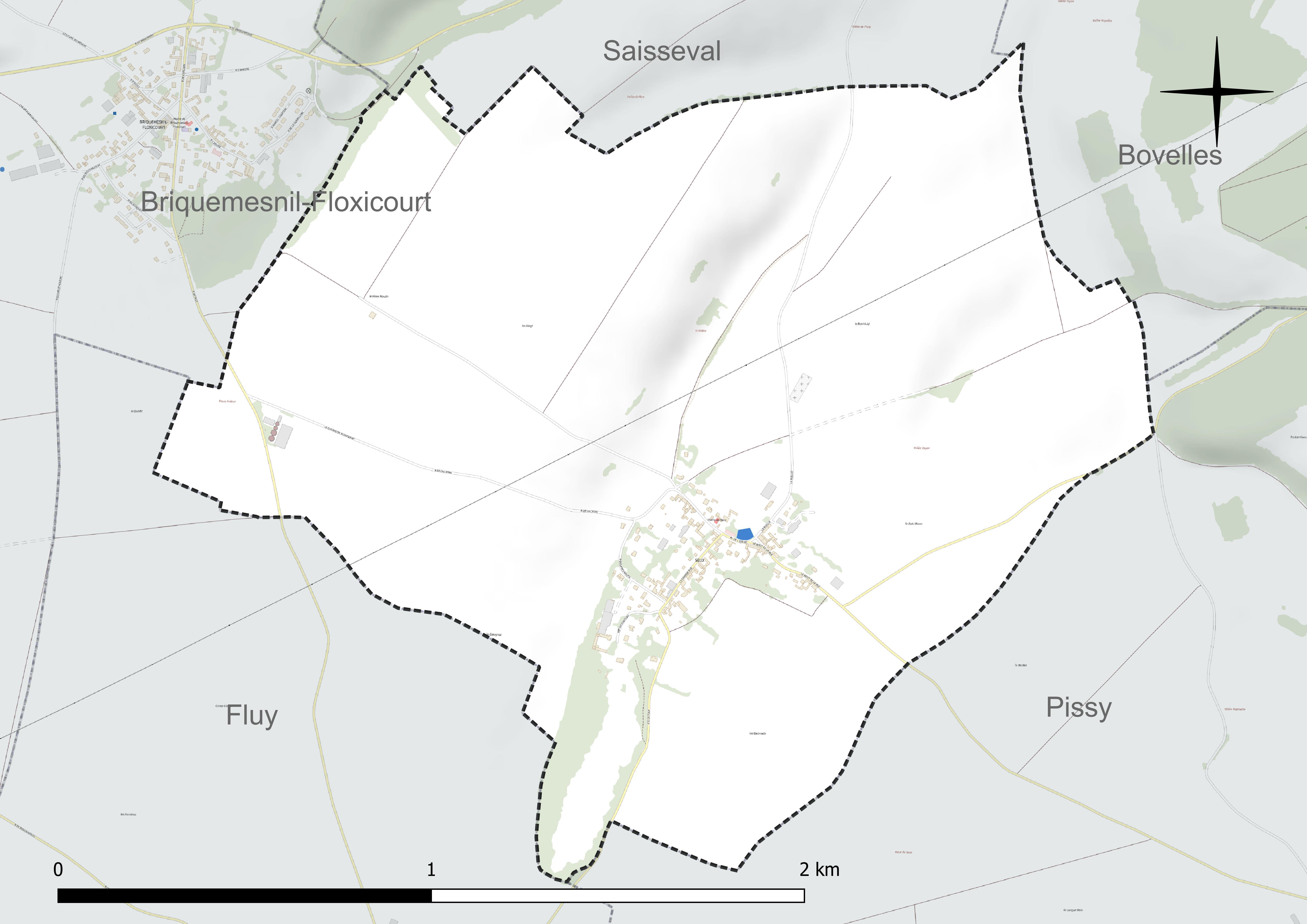
Réseau hydrographique de Seux.

### Climat
Pour des articles plus généraux, voir Climat des Hauts-de-France et Climat de la Somme.
En 2010, le climat de la commune est de type climat océanique dégradé des plaines du Centre et du Nord, selon une étude du CNRS s'appuyant sur une série de données couvrant la période 1971-2000. En 2020, Météo-France publie une typologie des climats de la France métropolitaine dans laquelle la commune est exposée à un climat océanique et est dans la région climatique Côtes de la Manche orientale, caractérisée par un faible ensoleillement (1 550 h/an) ; forte humidité de l'air (plus de 20 h/jour avec humidité relative > 80 % en hiver), vents forts fréquents.
Pour la période 1971-2000, la température annuelle moyenne est de 10,4 °C, avec une amplitude thermique annuelle de 14,1 °C. Le cumul annuel moyen de précipitations est de 739 mm, avec 11,9 jours de précipitations en janvier et 8,6 jours en juillet. Pour la période 1991-2020, la température moyenne annuelle observée sur la station météorologique la plus proche, située sur la commune de Glisy à 21 km à vol d'oiseau, est de 11,1 °C et le cumul annuel moyen de précipitations est de 646,6 mm,. Pour l'avenir, les paramètres climatiques de la commune estimés pour 2050 selon différents scénarios d'émission de gaz à effet de serre sont consultables sur un site dédié publié par Météo-France en novembre 2022.

## Urbanisme

### Typologie
Au 1er janvier 2024, Seux est catégorisée commune rurale à habitat dispersé, selon la nouvelle grille communale de densité à sept niveaux définie par l'Insee en 2022.
Elle est située hors unité urbaine. Par ailleurs la commune fait partie de l'aire d'attraction d'Amiens, dont elle est une commune de la couronne,. Cette aire, qui regroupe 369 communes, est catégorisée dans les aires de 200 000 à moins de 700 000 habitants,.

### Occupation des sols
L'occupation des sols de la commune, telle qu'elle ressort de la base de données européenne d'occupation biophysique des sols Corine Land Cover (CLC), est marquée par l'importance des territoires agricoles (99,9 % en 2018), une proportion identique à celle de 1990 (99,9 %). La répartition détaillée en 2018 est la suivante : 
terres arables (81,7 %), zones agricoles hétérogènes (18,2 %), forêts (0,1 %). L'évolution de l'occupation des sols de la commune et de ses infrastructures peut être observée sur les différentes représentations cartographiques du territoire : la carte de Cassini (XVIIIe siècle), la carte d'état-major (1820-1866) et les cartes ou photos aériennes de l'IGN pour la période actuelle (1950 à aujourd'hui).

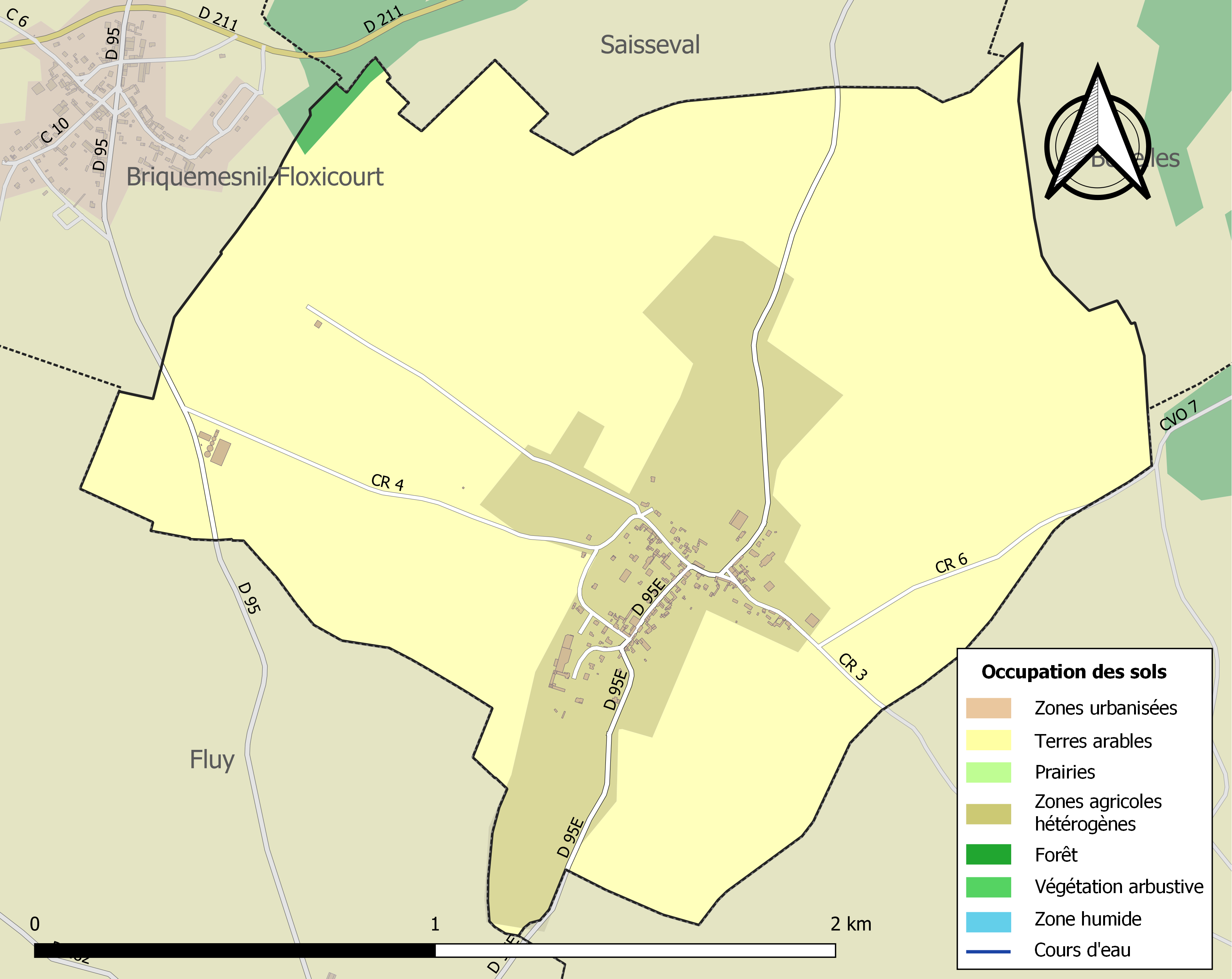
Carte des infrastructures et de l'occupation des sols de la commune en 2018 (CLC).

### Voies de communication et transports
En 2019, il est desservi par la ligne d'autocars no 4 (Blangy-sur-Bresle - Amiens) du réseau Trans'80, Hauts-de-France, chaque jour de la semaine sauf le dimanche et les jours fériés.

## Toponymie
Dénommé Adsultus en 750, le village s'appelle Seus en 1144, et attesté sous les formes Seuz en (1154) ; Seu (1164) ; Seuch (1648) ; Seulx (1652) ; Seux (1380).

## Histoire
Révolution française
Le 18 mars 1789, les habitants de Seux rédigent leur cahier de doléances et élisent leurs députés.

## Politique et administration

### Rattachements administratifs et électoraux
La commune se trouve dans l'arrondissement d'Amiens du département de la Somme. Pour l'élection des députés, elle fait partie depuis 1958 de la troisième circonscription de la Somme.
Elle faisait partie depuis 1801 du canton de Molliens-Dreuil. Dans le cadre du redécoupage cantonal de 2014 en France, elle intègre le canton d'Ailly-sur-Somme dont elle fait désormais partie.

### Intercommunalité
La commune était membre de la petite communauté de communes de l'Ouest d'Amiens, créée fin 1993.
Dans le cadre de la loi portant nouvelle organisation territoriale de la République (Loi NOTRe) du 7 août 2015 prescrit, dans le cadre de l'approfondissement de la coopération intercommunale, que les intercommunalités à fiscalité propre doivent, sauf exceptions, regrouper au moins 15 000 habitants, cette intercommunalité fusionne avec la du Val de Nièvre et environs, formant le 1er janvier 2017 la communauté de communes Nièvre et Somme, où la commune se retrouve intégrée contre son gré.
Elle obtient,, de quitter Nièvre et Somme pour intégrer, le 1er janvier 2018, la communauté d'agglomération Amiens Métropole,, dont elle est désormais membre.

### Liste des maires
| Période                                  | Période                      | Identité          | Étiquette | Qualité                        |
| ---------------------------------------- | ---------------------------- | ----------------- | --------- | ------------------------------ |
| Les données manquantes sont à compléter. |                              |                   |           |                                |
| mars 2001                                | 2020                         | Régis Caron       |           | Réélu pour le mandat 2014-2020 |
| 2020                                     | En cours (au 8 octobre 2020) | Valérie Rose Tetu |           |                                |

### Distinctions et labels
- Village fleuri : trois fleurs sont attribuées en 2007 par le Conseil des Villes et Villages Fleuris de France au Concours des villes et villages fleuris[28].

## Population et société

### Démographie
L'évolution du nombre d'habitants est connue à travers les recensements de la population effectués dans la commune depuis 1793. Pour les communes de moins de 10 000 habitants, une enquête de recensement portant sur toute la population est réalisée tous les cinq ans, les populations de référence des années intermédiaires étant quant à elles estimées par interpolation ou extrapolation. Pour la commune, le premier recensement exhaustif entrant dans le cadre du nouveau dispositif a été réalisé en 2008.

En 2022, la commune comptait 169 habitants, en stagnation par rapport à 2016 (Somme : −1,26 %, France hors Mayotte : +2,11 %).
| 1793 | 1800 | 1806 | 1821 | 1831 | 1836 | 1841 | 1846 | 1851 |
| ---- | ---- | ---- | ---- | ---- | ---- | ---- | ---- | ---- |
| 260  | 231  | 238  | 316  | 343  | 377  | 390  | 404  | 399  |

| 1856 | 1861 | 1866 | 1872 | 1876 | 1881 | 1886 | 1891 | 1896 |
| ---- | ---- | ---- | ---- | ---- | ---- | ---- | ---- | ---- |
| 361  | 319  | 303  | 297  | 284  | 266  | 237  | 224  | 214  |

| 1901 | 1906 | 1911 | 1921 | 1926 | 1931 | 1936 | 1946 | 1954 |
| ---- | ---- | ---- | ---- | ---- | ---- | ---- | ---- | ---- |
| 201  | 199  | 183  | 163  | 145  | 124  | 119  | 110  | 135  |

| 1962 | 1968 | 1975 | 1982 | 1990 | 1999 | 2006 | 2008 | 2013 |
| ---- | ---- | ---- | ---- | ---- | ---- | ---- | ---- | ---- |
| 135  | 117  | 148  | 168  | 162  | 158  | 163  | 165  | 169  |

| 2018 | 2022 | - | - | - | - | - | - | - |
| ---- | ---- | - | - | - | - | - | - | - |
| 166  | 169  | - | - | - | - | - | - | - |

### Enseignement
Les enfants de la commune sont scolarisés au sein d'un regroupement pédagogique intercommunal.
À la rentrée 2014, Guignemicourt accueille les très-petits/petits, Seux les moyens, Pissy la grande section, Bovelles les CP et les CM1, Briquemesnil les CE1 et des CE2, Ferrières des CE2 et les CM2.
La commune de Clairy-Saulchoix n'a plus d'école depuis 2011.
Si la cantine siège à Pissy, des garderies sont mises en place à Ferrières et Guignemicourt.

## Culture locale et patrimoine

### Lieux et monuments
- Église Saint-Fiacre[34], en pierre blanche avec des réparations en brique.

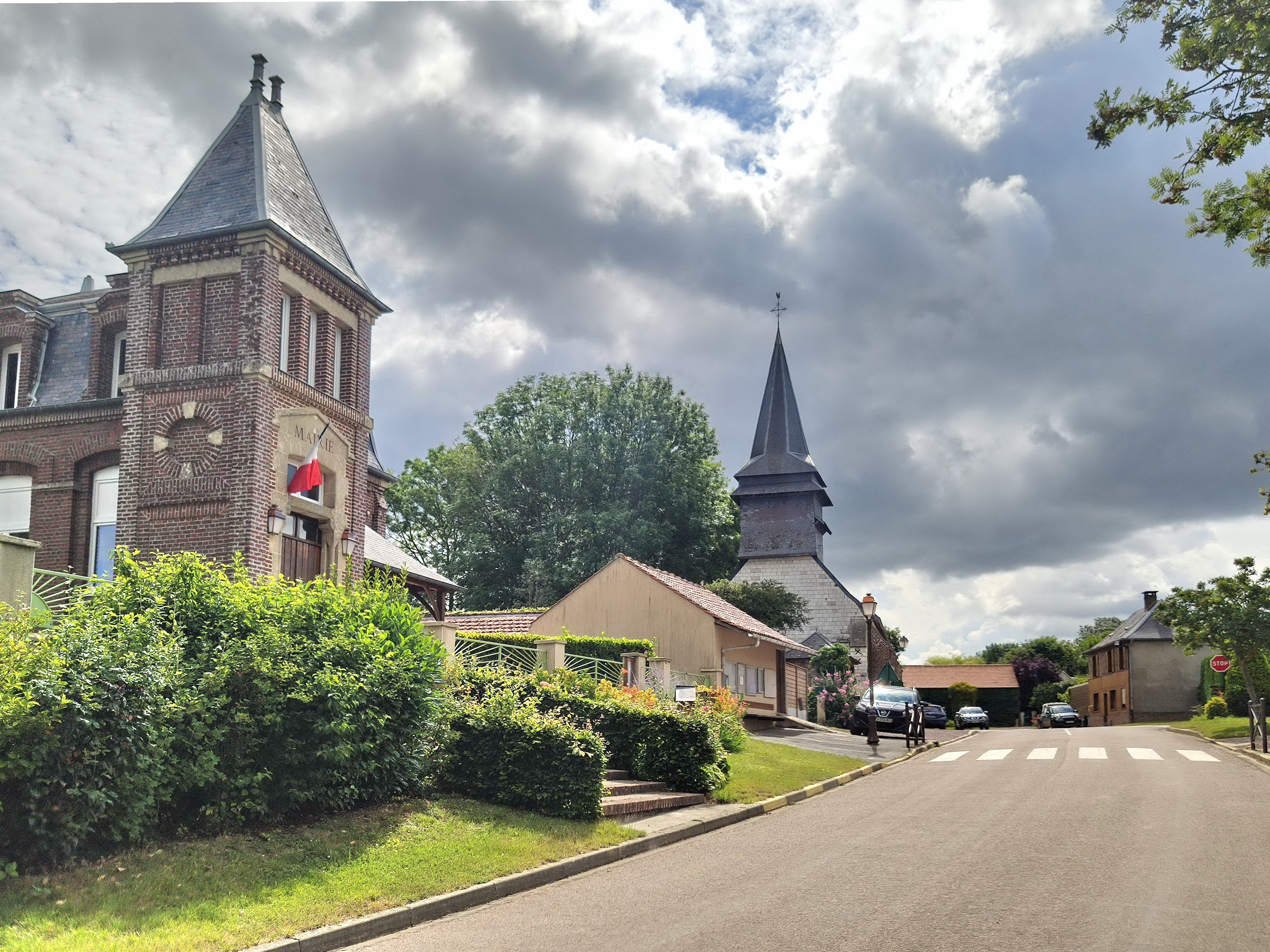
Le centre du village : la mairie-école et l'église.
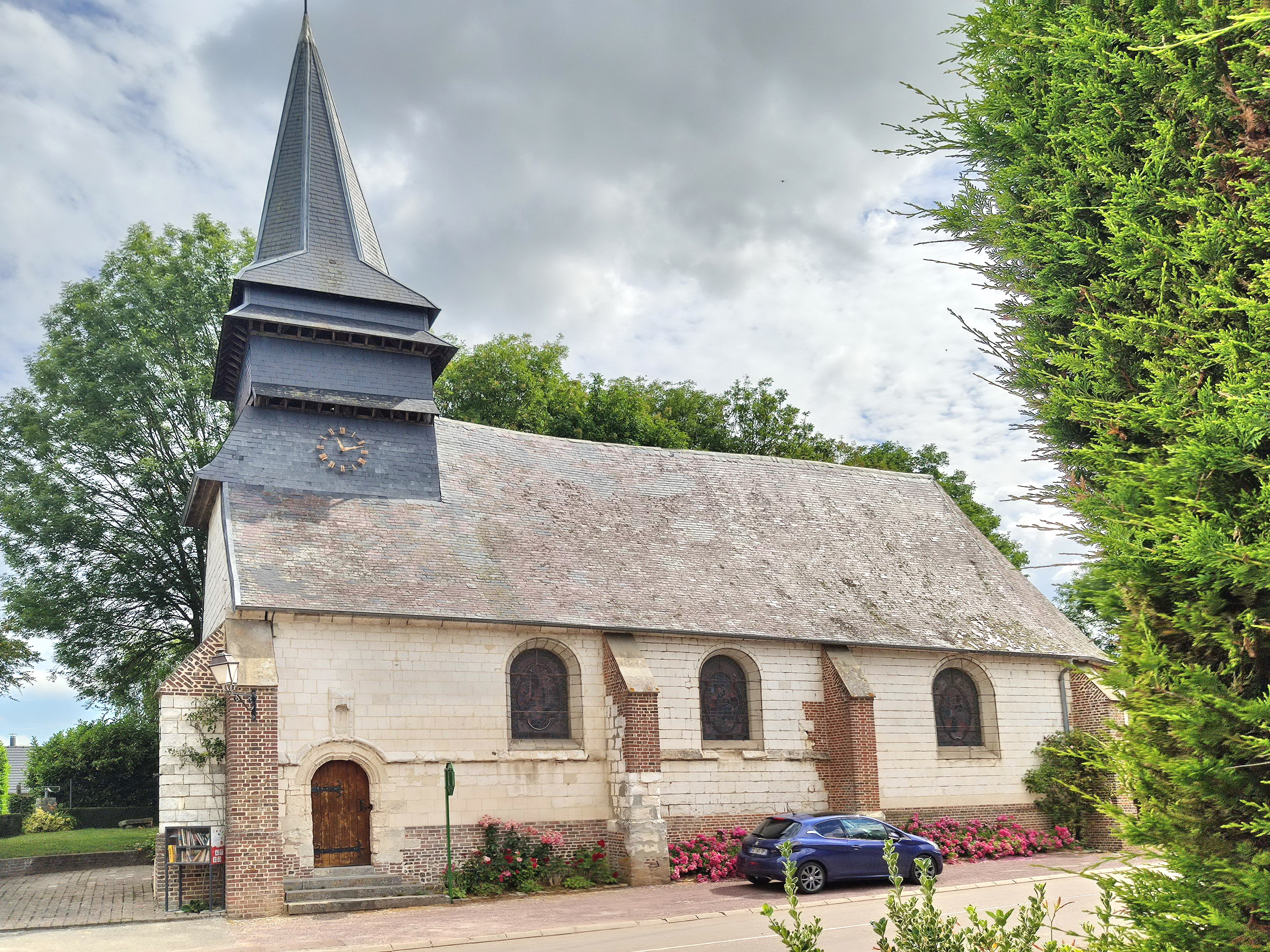
L'église Saint-Fiacre.
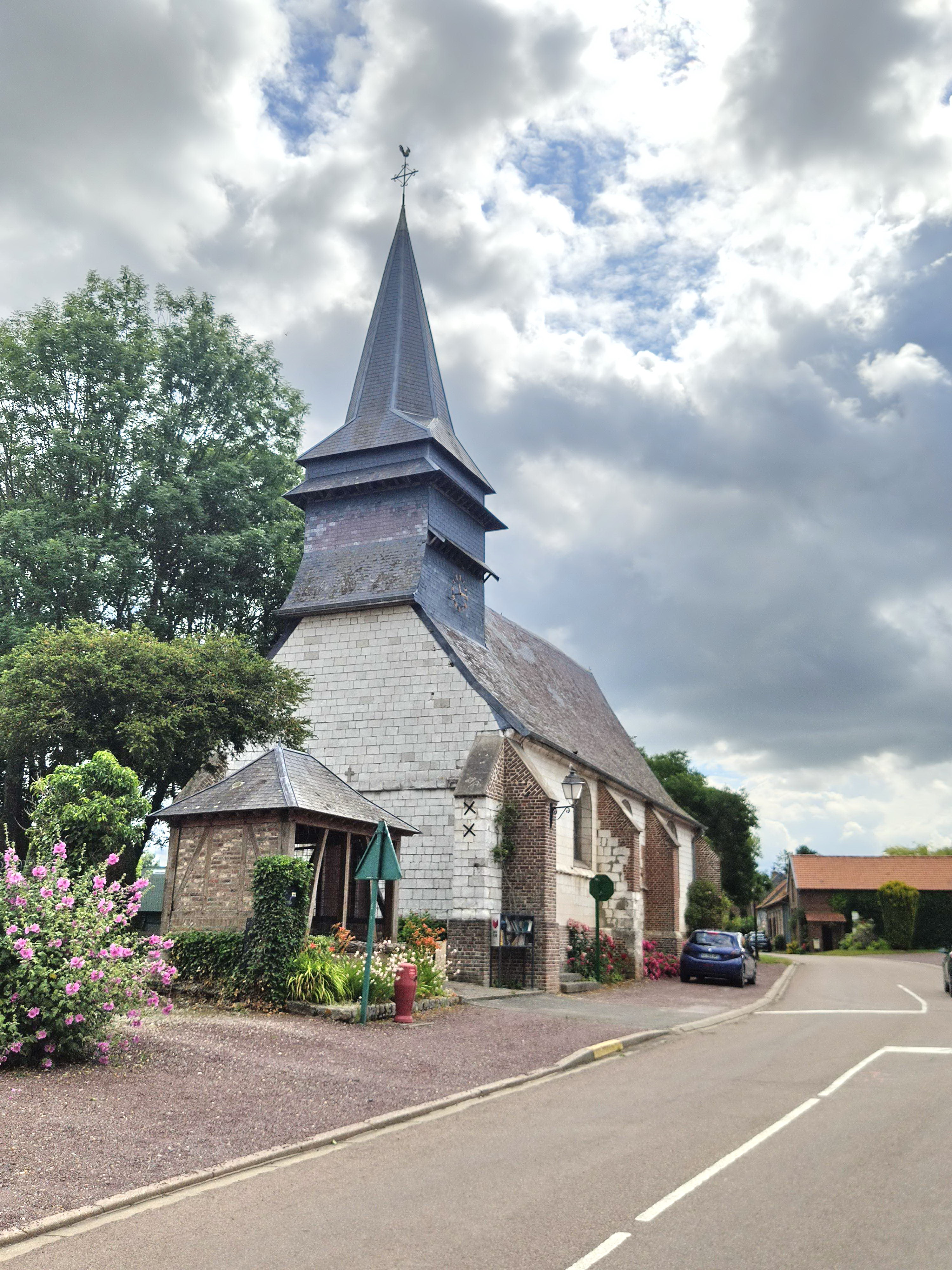
Façade de l'église.
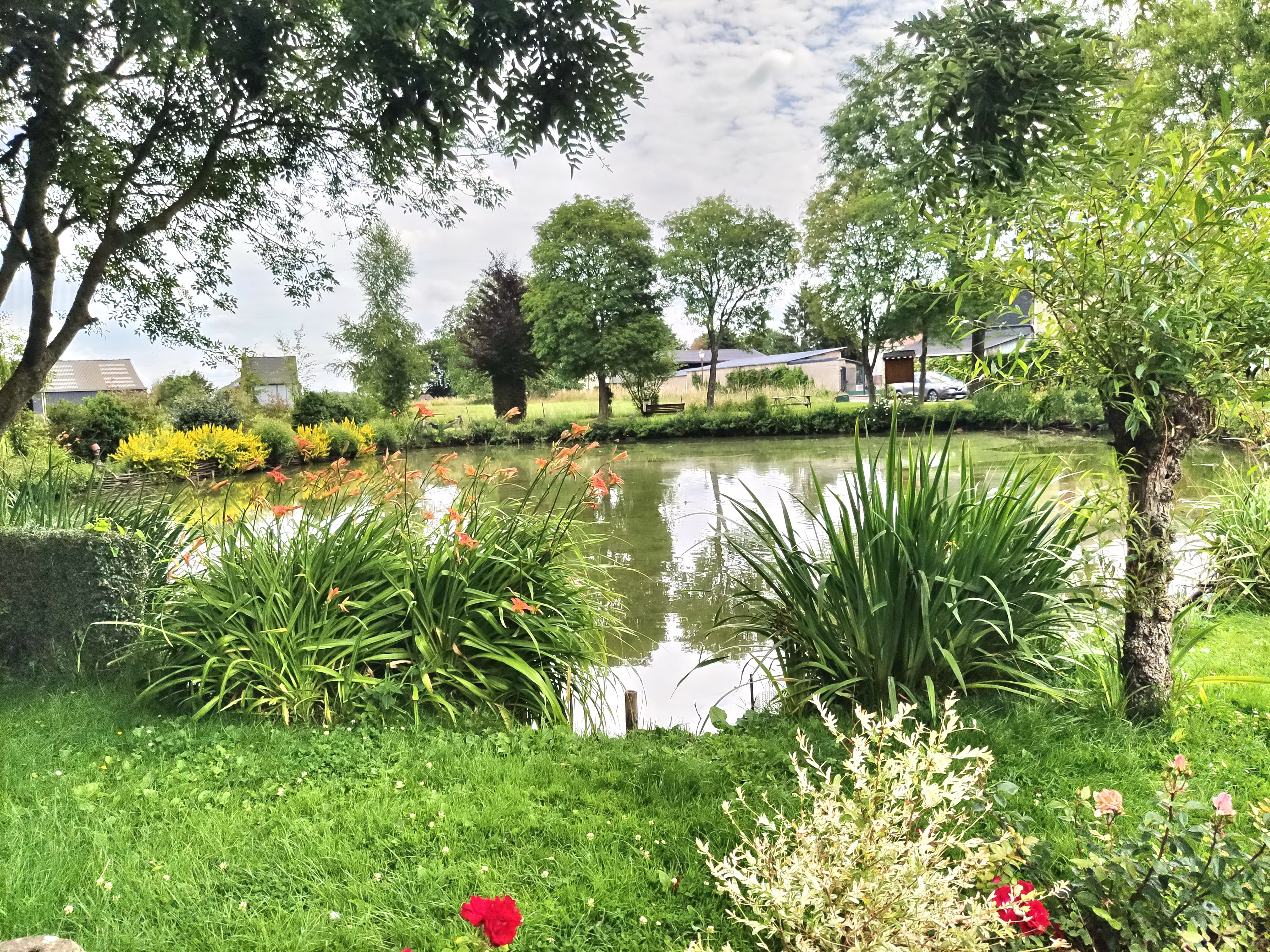
La mare.
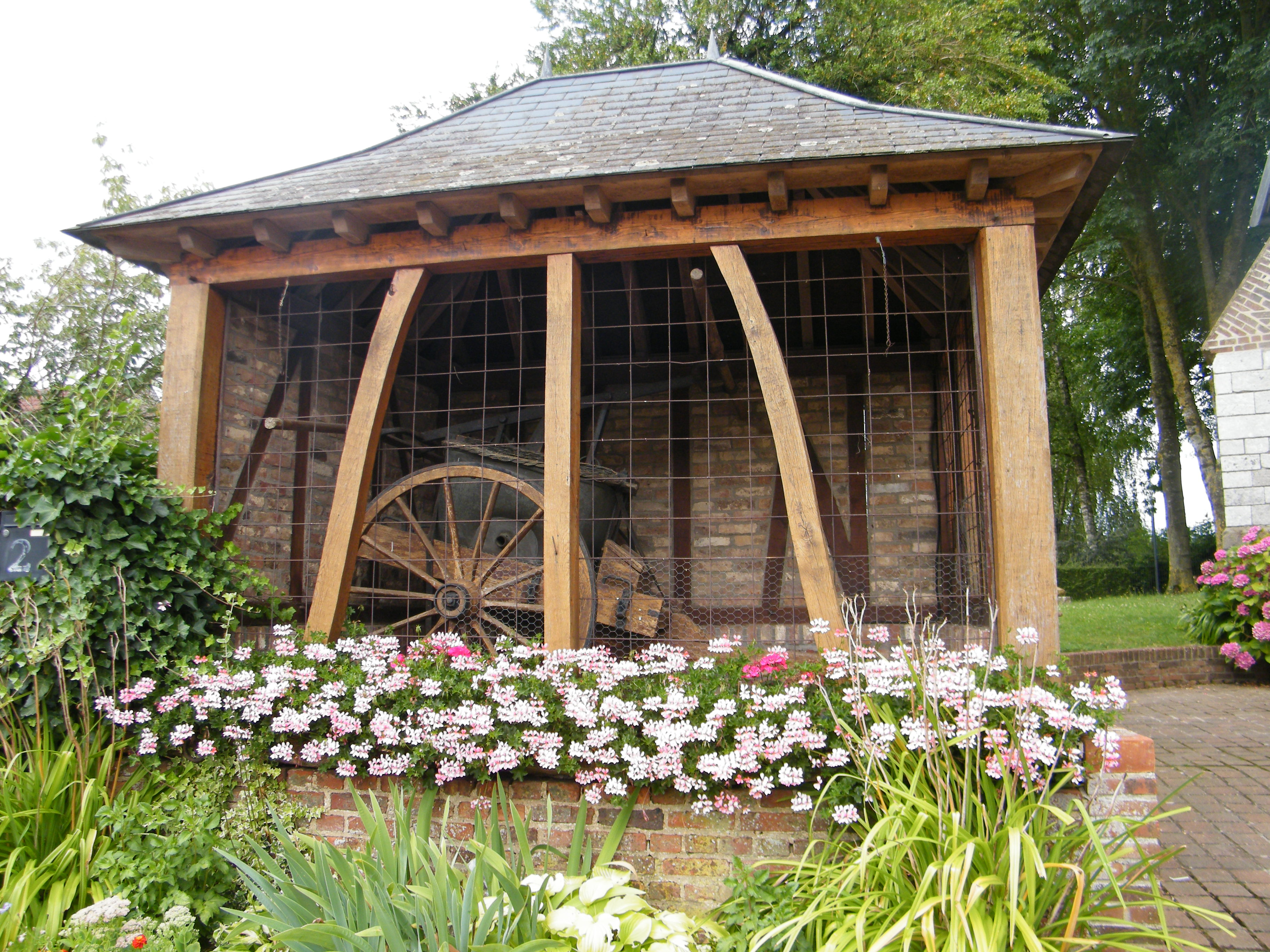
Petit patrimoine.

### Héraldique
| Blason de Seux | Blason  | D'argent à trois têtes de loups arrachées de sable. |
| Blason de Seux | Détails | Le statut officiel du blason reste à déterminer.    |